# Vía verde de los Alcores
La Vía verde de los Alcores es una vía verde que existe en la provincia de Sevilla, en la región española de Andalucía. 
Tiene una longitud total de 25 kilómetros y recorre La Vega paralela a la cornisa de Los Alcores, desde la localidad de Alcalá de Guadaíra hasta Carmona, en la provincia de Sevilla (España), pasando por Mairena del Alcor y El Viso del Alcor, todo dentro de la comarca de La Campiña. Los orígenes de esta vía verde se encuentran en el hoy desaparecido ferrocarril Sevilla-Alcalá-Carmona, que estuvo activo entre las décadas de 1880 y 1960. Tras su clausura, se levantaron las vías del tramo Alcalá de Guadaíra-Carmona. El trazado se puede recorrer a pie o bicicleta. El firme está compuesto mayormente por albero con alguna capa de aislante para evitar la pérdida de tierra. El camino está rodeado por árboles en los distintos tramos. Su medio natural es la campiña, masas de pinos piñoneros y formaciones de matorral de palmito.